# Sphaerodactylus streptophorus
Sphaerodactylus streptophorus är en ödleart som beskrevs av  Thomas och SCHWARTZ 1977. Sphaerodactylus streptophorus ingår i släktet Sphaerodactylus och familjen geckoödlor. IUCN kategoriserar arten globalt som livskraftig.

## Underarter
Arten delas in i följande underarter:
- S. s. sphenophanes
- S. s. streptophorus